# Ion Omescu
Ion Omescu (n. 26 noiembrie 1925, Arad - d. 14 august 2000, Paris) a fost un poet, eseist, scriitor și om de teatru român, emigrat în Franța. Vorbea excelent franceza, engleza și germana.
Ion Omescu a fost singurul fiu al unei familii de farmaciști, Aurica (născută Știrbulescu) și Cornel Omescu. A urmat școala primară la Arad (1932-1936). A absolvit liceul "Moise Nicoară" cu media maximă, numele său fiind înscris pe placa de marmură a așezământului. În 1944 s-a înscris la Conservatorul de Artă Dramatică din București. Imediat după absolvire (1948), înainte de a împlini 22 de ani, s-a angajat la teatrul Comedia și, după puțin timp, a fost angajat la teatrul Național din București.
După instaurarea regimului comunist în România, a încercat să fugă în Occident, împreună cu regizorul Mircea Marosin, dar a fost prins nu departe de Viena, în sectorul sovietic de ocupație, încătușat și trimis în țară, unde a primit o condamnare de 6 ani. Ieșit din detenție în 1953, după ce a ispășit 5 ani de închisoare, din care o parte la canalul Dunăre-Marea Neagră, s-a întors la meseria sa de actor, fiind angajat la Teatrul Național din Iași.
Revoluția ungară din 1956 a avut ca urmare un val de arestări și în România, una din victime fiind și Ion Omescu, după ce Securitatea a descoperit asupra sa manuscrisul unei cărți în care descria ororile de la Canal.  A fost deținut în lagărele din bălțile Dunării (Salcia, Balta Brăilei, Stoenești). S-a remarcat printre deținuți ca un foarte bun orator și profesor de limbi străine (conform declarațiilor lui Alexandru Zub, Alex. Mihalcea și Fl. Pavlovici). A fost eliberat în 1964 ca urmare a amnistiei generale a deținuților politici, prin Decretul de grațiere 411.
În 1965 și-a reluat activitatea de actor, interpretând personaje ca Romeo, Franz Moor, Oreste, Thomas Becket. A realizat și un film, ca scenarist, intitulat „Pentru că se iubesc”, regia Mihai Iacob, o dramă sentimentală jucată de Alexandru Repan și Ilinca Tomoroveanu.
A început să scrie, în numai doi ani publicând un volum de piese istorice, (printre care se afla drama „Veac de iarnă”, cu trimiteri la totalitarism, pusă în scenă la Constanța) și un volum de versuri, intitulat „Filtru”.
În 1972, în calitate de exeget al operei lui Shakespeare, a fost invitat la o reuniune internațională la Stratford-on-Avon, locul de naștere al marelui dramaturg englez. La sfârșitul reuniunii, Ion Omescu a luat hotărârea de a nu mai reveni în România.
S-a stabilit în Franța, la Paris, și a cerut azil politic. Timp de zece ani, între 1975 și 1985, a predat arta dramatică la Conservatorul de la Maastricht. În acest timp, în 1981 a fondat „La Compagnie de théâtre Ion Omesco”, cu care, la Paris, a pus în scenă piese de Michel de Ghelderode, August Strindberg și Sławomir Mrożek iar în 1991, în Belgia, la Courtrai, piesa Othello, de Shakespeare.
Fiind un specialist de talie europeană în materie de Shakespeare, a publicat, la prestigioasa editură pariziană „Presses Universitaires de France” patru volume, printre care teza sa de doctorat intitulată „Hamlet ou la tentation du possible” (1987) care a fost distinsă cu premiul Biguet al Academiei Franceze.

## Orientarea sexuală
Scriitorul Petre Sirin a descris în cartea „Castele în Spania” cercul strâmt al iubiților homosexuali din Bucureștiul anilor ‘40-’50 care îi cuprindea pe muzicologul Mihai Rădulescu și criticul Ion Negoițescu, alături de mai tinerii lor amanți: Ion Omescu, Mircea Mateescu, regizorul Crin Teodorescu, Mircea Moisescu și alții câțiva.

## Publicații
Selecție cronologică a operei lui Ion Omescu:
- Dramele puterii : teatru, 1968
- Filtru. Poezii, 1968
- Fratele meu cu solzi de aur, București, 1970;
- Hamlet sau ispita posibilului, 1971 - 2010
- Iadul și pasărea, 1972
- Semnul ironiei. Măsură pentru măsură. Coriolan, 1972
- Teatru, 1972
- La métamorphose de la tragédie, 1978
- «Hamlet» ou La tentation du possible, 1987
- «Othello» : chef-d'œuvre en sursis, 1990
- Lui et l'autre : prétexte biblique en six tableaux, 1992
- Shakespeare, son art et sa «Tempête»,1993
- Le fumet de la chimère : trois drames, 1997
- L'homme qui se dit Lénine : trois farces tragiques : comme des cafards sur un plafond laqué confectionner un demi-dieu, 1998
- L'homme à la balafre, 1999

## Decesul
A decedat la Paris, la 14 august 2000 și, conform ultimei sale dorințe, vineri, 3 mai 2002, Ion Omescu a fost incinerat la Cimitirul Père-Lachaise.